# Машина останавливается
«Маши́на остана́вливается» (англ. The Machine Stops) — научно-фантастический рассказ Эдварда Моргана Форстера, опубликованный в 1909 году в журнале «The Oxford and Cambridge Review». В антиутопии о мире, где все потребности человека удовлетворяет Машина, автор предсказал появление таких технических достижений, как дальние авиаперелёты, интернет и видеоконференции.
Русский перевод рассказа (переводчица — Е. Пригожина) был опубликован в антологии «Гости страны Фантазии» в 1968 году.

## Сюжет

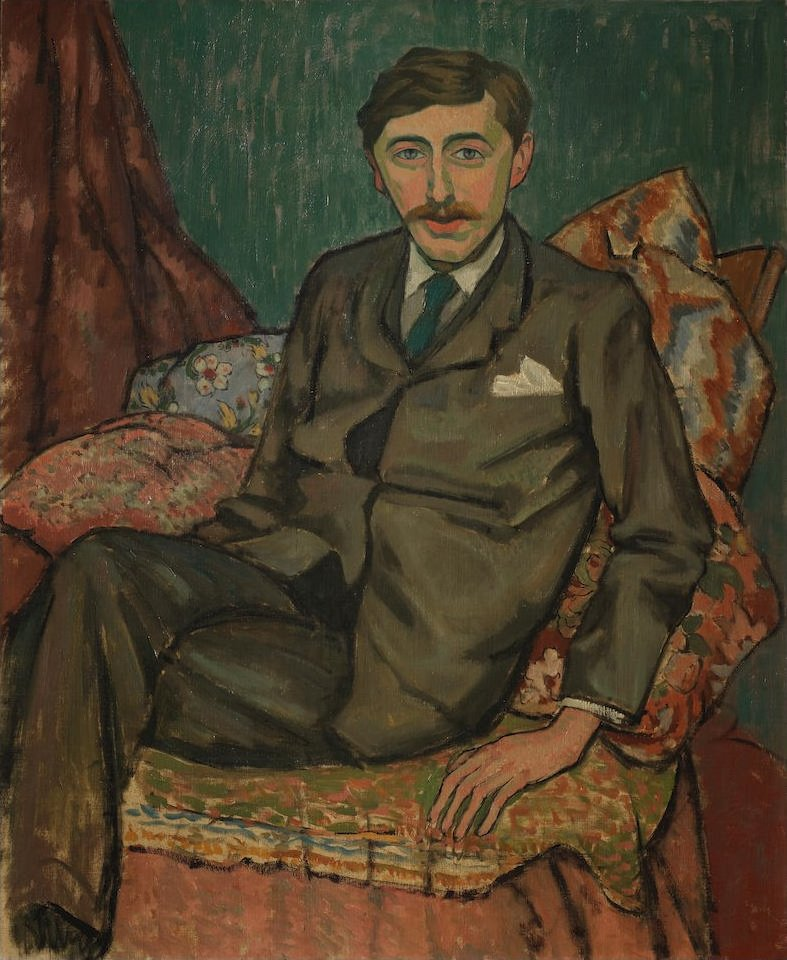
Портрет Э. М. Форстера, 1911 год

Действие происходит в дистопическом мире, в котором техника («Машина») полностью определяет жизнь человека. Люди живут в подземных городах, тогда как поверхность Земли считается непригодной для жизни. У каждого человека есть своё помещение, где он проводит почти всё время, оперируя множеством кнопок; Машина предоставляет людям еду, воду, образование, развлечения, отдых. Люди связываются друг с другом, в том числе на больших расстояниях, через Машину; очные встречи и физические контакты практически сошли на нет. Воздушные перелёты по планете возможны, но ими с каждым годом пользуется всё меньше людей. Расселение по городам, продолжение рода, наказание за проступки, эвтаназия — всё это регулируется Машиной.
Главные герои рассказа — уже немолодая женщина по имени Вашти, которая живёт типичной жизнью обывателя, целиком определяемой Машиной, и её сын Куно, живущий на другом конце света. Вашти не испытывает потребности лично встречаться с сыном, но он настойчиво просит об этом, и она решается на перелёт. Куно рассказывает матери, что он стал заниматься ходьбой (тогда как спорт в мире уже не практикуется, и все жители физически слабы), а затем стал думать о том, кто построил Машину и как они проникали под землю. В результате Куно нашёл вентиляционный выход на поверхность и провёл там некоторое время. Дышать земным воздухом он не мог, потому что жители подземных городов привыкли к искусственному воздуху. Куно утверждает также, что видел людей, живущих на поверхности Земли, хотя считается, что туда отправляют только обречённых на неминуемую смерть преступников. Затем, однако, червеобразные механизмы схватили Куно и уволокли обратно под землю. В ужасе от рассказа сына, Вашти уезжает домой.
Через несколько лет ситуация усугубляется: выходы на поверхность запрещены даже с научной целью, поклонение Книге (инструкции по пользованию Машиной) принимает характер религиозного культа, всякое инакомыслие преследуется. При этом люди замечают мелкие, а затем и более крупные технические неполадки, а Куно говорит матери, что Машина скоро остановится. Со временем, действительно, происходит полный коллапс Машины. Люди выходят из комнат и умирают в подземных коридорах, а в конце концов подземные города обрушиваются. Единственными оставшимися в живых людьми остаются живущие на поверхности, которые напрямую связаны с внешним миром и независимы от Машины.

## Награды
- В 2012 году рассказ был внесён в Зал славы ежегодной американской премии «Прометей»[1].

## Отзывы
В 2010 году Ольга Боглевская отмечала, что к техническим достижениям, предсказанным автором рассказа, можно отнести блоги, «аську», социальные сети, электронную почту и видеоконференции. Она также сравнила рассказ Форстера с вышедшим 90 лет спустя фильмом «Матрица», также посвящённым теме зависимости людей от машин.
В 2020 году обозреватель Би-би-си обратил внимание на то, что рассказ Фостера — «не просто провидческое; это потрясающе-дух-захватывающе точное литературное описание нашей жизни на карантине в 2020 году»:

Люди живут поодиночке в стереотипных домах (глобализация), где они предпочитают изолироваться (его слово!); они посылают сообщения друг другу по пневматической почте (прототип электронной или WhatsApp) и общаются в сети через видео-интерфейс, удивительным образом напоминающий Zoom или Skype.

Последние слова рассказа — «кусочек неба, голубого и безоблачного» (scraps of the untainted sky) — дали название книге Томаса Мойлана, исследованию антиутопий в фантастической литературе. Посвящая ряд разделов рассказу Форстера, Мойлан называет его «ранним примером дистопической карты социального ада», предшественником таких известных антиутопий XX века, как «Мы», «О дивный новый мир» и «1984». По мнению Мойлана, при всей пессимистичности рассказа он ещё достаточно абстрактен, в том числе в своём «оппозиционном потенциале». Кроме того, исследователь указывает на амбивалентность финала рассказа: его можно воспринимать как повествование из будущего, от человека, пережившего крах Машины и представляющего выжившее человечество, либо же как повествование современника Форстера, то есть как пока ещё лишь пророчество о грядущих событиях.